# Alfred Dreyfus
Alfred Dreyfus (9. října 1859 – 12. července 1935) byl francouzský důstojník, křivě obviněný a odsouzený za velezradu. Tzv. Dreyfusova aféra – spor o nespravedlivý výrok soudu a rehabilitaci – byla přes 10 let trvající aféra, která hluboce polarizovala a destabilizovala francouzskou společnost konce 19. století.

## Život
Alfred Dreyfus byl devátým dítětem a nejmladším synem židovského mylhúzského textilního podnikatele Raphaëla Dreyfuse, který začínal jako podomní obchodník a Jeannette (roz. Libmann). Území Alsaska i město Mylhúzy po prusko-francouzské válce v letech 1870/1871 bylo začleněno do regionu Alsasko-Lotrinsko a stalo se součástí Německého císařství. Dreyfusovi rodiče (stejně jako většina příslušníků městské elity) se rozhodli pro ponechání si francouzského občanství. Rodina se v roce 1872 usadila v Paříži. Raphaël hovořil jidiš a obchodní záležitosti vyřizoval v němčině; rodným jazykem většiny Alfredových sourozenců byla němčina nebo některý z alsaských dialektů. Jediný Alfred a jeho bratr získali úplné vzdělání ve francouzštině.
Získaná zkušenost vykořenění rodiny válkou vedla Dreyfuse k rozhodnutí stát se vojákem. V roce 1878 nastoupil na École Polytechnique, která v té době vzdělávala technické důstojníky, zejména dělostřelectva. V roce 1880 byl vyřazen v hodnosti podporučíka francouzské armády. V letech 1880 až 1882 navštěvoval akademii dělostřelectva ve Fontainebleau. Po ukončení byl přidělen 31. dělostřeleckému regimentu, který byl posádkou v Le Mans. V roce 1885 byl povýšen na poručíka a o čtyři roky později, v roce 1889, byl povýšen na kapitána.
V dubnu 1890 se oženil s Lucií Hadamardovou (1869–1945), dcerou bohatého obchodníka s diamanty a sestrou matematika J. Hadamarda. Z manželství vzešly dvě děti: Pierre (1891–1946) a Jeanne (1893–1981). Tři dny po svatbě se Dreyfus dozvěděl, že byl přijat ke studiu na École Supérieure de Guerre. O dva roky později absolvoval jako devátý ve třídě s čestným uznáním. Kapitán Dreyfus nastoupil na generálním štábu, kde byl jediným židovským důstojníkem. Jeho otec Raphaël zemřel 13. prosince 1893.

## Dreyfusova aféra

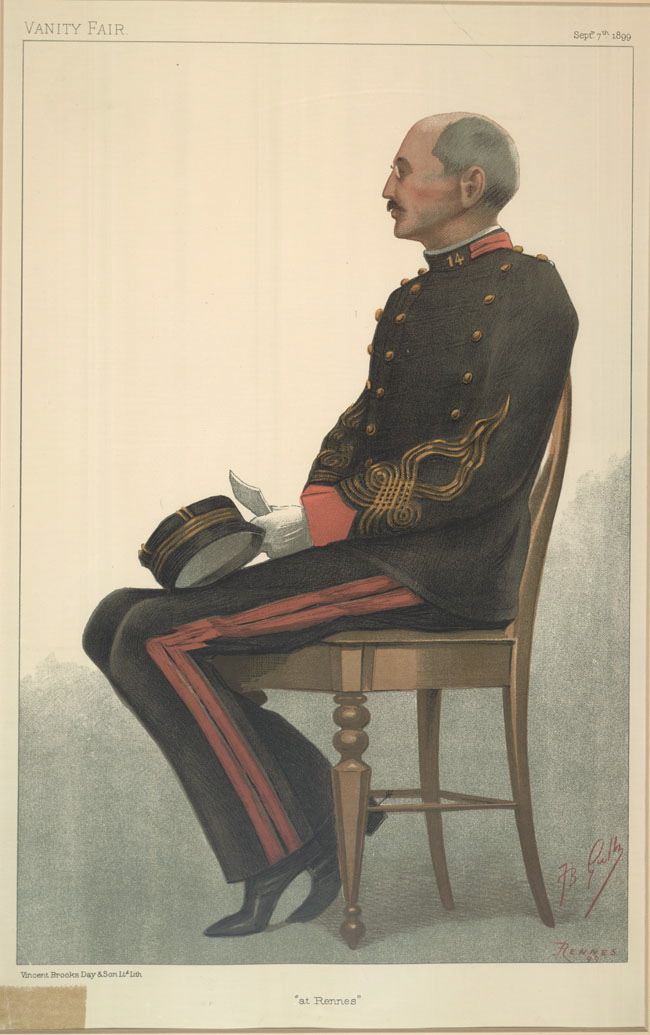
Alfred Dreyfus, ilustrace časopisu Vanity Fair, 1899

Dreyfusova aféra znamenala obvinění a odsouzení 35letého kapitána Alfreda Dreyfuse, který byl židovského původu, za domnělou zradu francouzských tajných služeb ve prospěch Německého císařství. Dne 15. října 1894 byl uvězněn pro zradu ve prospěch Německa. Korunním důkazem v procesu byl rukopis dopisu doručeného na německou ambasádu, připisovaný Dreyfusovi, a přísaha jednoho svědka spiknutí. Rozsudkem vojenského soudu byl Dreyfus odsouzen na doživotí v káznici na Ďábelských ostrovech ve Francouzské Guyaně a degradován.
Když byl po několika letech zjištěn skutečný autor dopisu a vyšla najevo křivá přísaha, spisovatel Émile Zola zveřejnil otevřený pamflet J'accuse!, ve kterém apeloval na propuštění Dreyfuse. Na jeho obranu se postavila řada známých osobností, mimo jiné i Marcel Proust, Anatole France a Georges Clemenceau. Rozhořel se velký spor, který hluboce rozdělil francouzskou společnost. Ukázalo se, že za Dreyfusovým obviněním byla zainteresovaná armáda, konzervativní pravice, nacionalistické strany, royalisté, finanční a klerikální kruhy. Tito všichni využili obvinění židovského důstojníka k okázalé demonstraci svého patriotismu, glorifikace armády, antisemitských fobií, pomluvě republikánského systému atd. Émile Zola byl za „znevažování armády“ odsouzen na rok do vězení a před výhrůžkami musel uprchnout do Velké Británie. V roce 1899 byl Dreyfus převezen zpět do Francie, stanul znovu před soudem a po procesu byl omilostněn amnestií prezidenta.
Teprve v roce 1906 se Alfred Dreyfus dočkal plné rehabilitace a návratu do armády. Za první světové války byl povýšen do hodnosti podplukovníka a byl vyznamenán Řádem čestné legie. Od Dreyfusovy aféry byla armáda pod větší kontrolou veřejnosti.